# Turistická značená trasa 6114

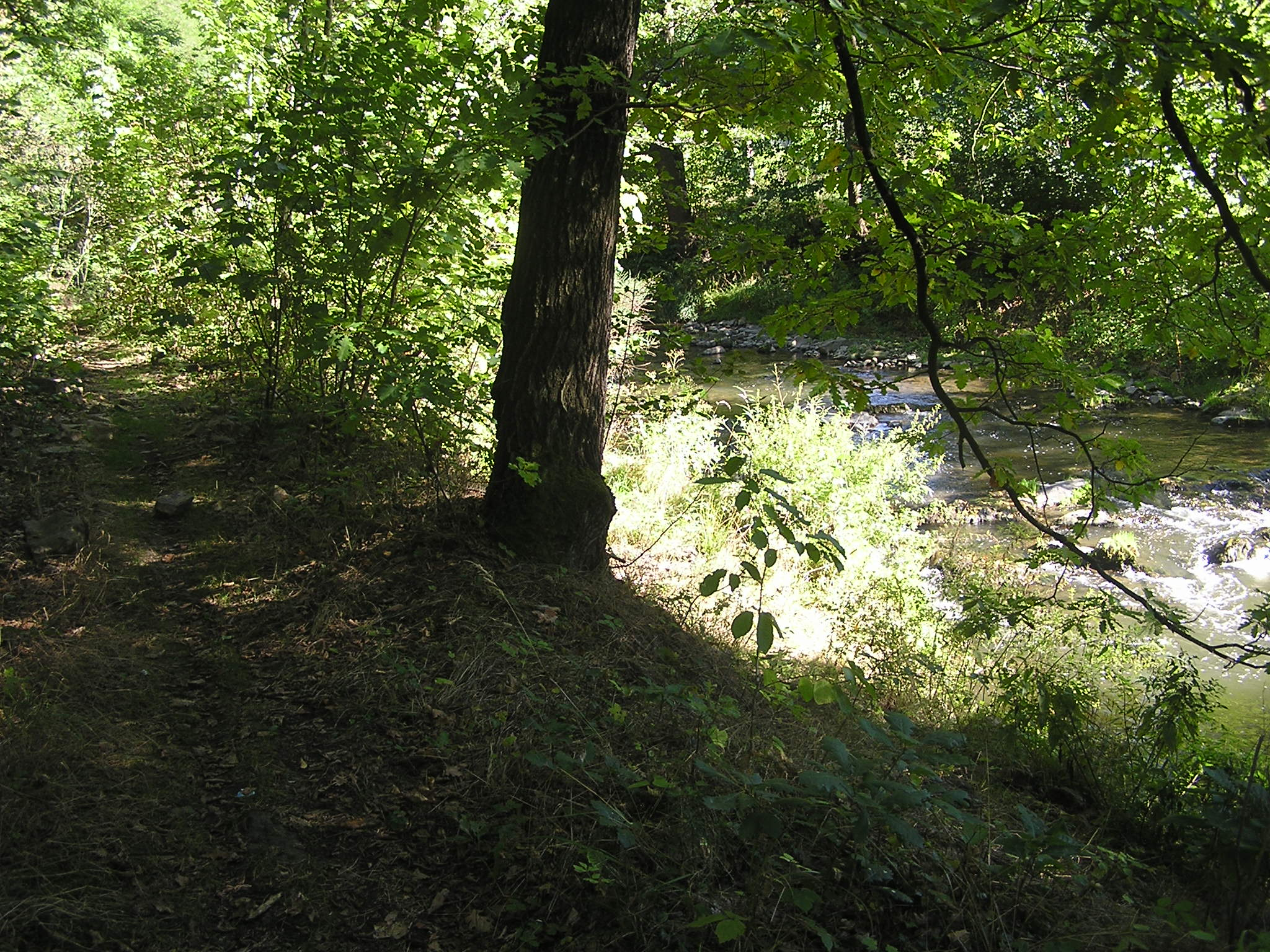
Úsek trasy který vede podél Litavky

Turistická značená trasa 6114 značená žlutě vede od Felbabka k Velké Babě. Měří 14,5 km.

## Popis trasy
Trasa začíná ve Felbabce. Odtud vede přes vrchol kopce Ostrý k rozcestí Nad Bělidlem (zde cesta často prakticky žádná nevede), kde se setkává s červenou turistickou trasou. Odtud pokračuje po silnici, ze které odbočí asi po 200m a jde podél Litavky, ke Lhotce, kde se s červenou opět rozchází. Po relativně dobrých cestách přes Lhotku pokračuje ke Smaragdovému jezírku, rozcestí Bezdedičky a do Běštína. Po zpevněné cestě dojde až k rozcestí u Velké Baba kde končí.